# Водное поло на летней Спартакиаде народов СССР 1967
Турнир по водному поло на IV летней Спартакиаде народов СССР был проведён с 25 июля по 3 августа 1967 года в Москве. Соревнования также имели статус XXVII чемпионата СССР.
В турнире приняли участие 17 сборных команд от 15 союзных республик и городов Москвы и Ленинграда. Соревнования проводились в два этапа — предварительный и финальный. Игры проходили в открытом бассейне Центрального стадиона имени В. И. Ленина и в открытом бассейне «Чайка». Победителем стала сборная Москвы.

## Изменения в правилах
По сравнению с чемпионатом СССР 1966 года продолжительность матчей была сокращена с 28 до 20 минут чистого времени, а кроме того, на турнире действовали поправки к правилам водного поло, введённые в 1967 году Международной федерацией плавания. Они заключались в том, что за грубую ошибку игрок не удалялся из воды, но его команде начислялось штрафное очко, а после трёх штрафных назначался четырёхметровый бросок — пенальти. По замыслу федерации, это нововведение должно было избавить матчи от скучной перекидки мяча, которая наблюдалась раньше при игре в неравных составах, но привело к тому, что игра стала более грубой, зависимой от судей, а с пенальти отдельные команды забивали большинство голов в матчах. Правило «трёх фолов» было отменено после Олимпийских игр 1968 года.

## Предварительный этап
17 команд были разбиты на три подгруппы, внутри которых провели турнир по круговой системе. Два победителя групп выходили в финальный турнир за 1—6-е места, команды, занявшие третье и четвёртое место — в турнир за 7—12-е места, остальные — в турнир за 13—17-е места. При равенстве очков места, занятые командами в группах, определялись по результату личной встречи, а в случае ничьей — по общей разнице забитых и пропущенных мячей.

### Первая подгруппа
|                    | 1    | 2    | 3    | 4    | 5    | 6    | И | В | Н | П | М     | О  |
| ------------------ | ---- | ---- | ---- | ---- | ---- | ---- | - | - | - | - | ----- | -- |
| 1. Москва          |      | 5:1  | 10:4 | 11:4 | 5:1  | 13:0 | 5 | 5 | 0 | 0 | 44:10 | 10 |
| 2. РСФСР           | 1:5  |      | 4:3  | 7:4  | 13:2 | 10:0 | 5 | 4 | 0 | 1 | 35:14 | 8  |
| 3. Узбекская ССР   | 4:10 | 3:4  |      | 6:5  | 4:2  | 7:0  | 5 | 3 | 0 | 2 | 24:21 | 6  |
| 4. Белорусская ССР | 4:11 | 4:7  | 5:6  |      | 6:2  | 9:1  | 5 | 2 | 0 | 3 | 28:27 | 4  |
| 5. Молдавская ССР  | 1:5  | 2:13 | 2:4  | 2:6  |      | 3:2  | 5 | 1 | 0 | 4 | 10:30 | 2  |
| 6. Латвийская ССР  | 0:13 | 0:10 | 0:7  | 1:9  | 2:3  |      | 5 | 0 | 0 | 5 | 3:42  | 0  |

25 июля
- Белорусская ССР — Латвийская ССР — 9:1
- РСФСР — Молдавская ССР — 13:2
- Москва — Узбекская ССР — 10:4

26 июля
- Узбекская ССР — Молдавская ССР — 4:2
- Москва — Белорусская ССР — 11:4
- РСФСР — Латвийская ССР — 10:0

27 июля
- РСФСР — Белорусская ССР — 7:4
- Узбекская ССР — Латвийская ССР — 7:0
- Москва — Молдавская ССР — 5:1

28 июля
- Москва — Латвийская ССР — 13:0
- Белорусская ССР — Молдавская ССР — 6:2
- РСФСР — Узбекская ССР — 4:3

29 июля
- Москва — РСФСР — 5:1
- Узбекская ССР — Белорусская ССР — 6:5
- Молдавская ССР — Латвийская ССР — 3:2

### Вторая подгруппа
|                        | 1    | 2    | 3   | 4   | 5   | 6    | И | В | Н | П | М     | О  |
| ---------------------- | ---- | ---- | --- | --- | --- | ---- | - | - | - | - | ----- | -- |
| 1. Азербайджанская ССР |      | 3:2  | 6:2 | 4:0 | 9:3 | 13:1 | 5 | 5 | 0 | 0 | 35:8  | 10 |
| 2. Грузинская ССР      | 2:3  |      | 5:1 | 9:3 | 4:1 | 15:1 | 5 | 4 | 0 | 1 | 35:9  | 8  |
| 3. Туркменская ССР     | 2:6  | 1:5  |     | 3:2 | 7:3 | 7:2  | 5 | 3 | 0 | 2 | 20:18 | 6  |
| 4. Литовская ССР       | 0:4  | 3:9  | 2:3 |     | 3:3 | 6:3  | 5 | 1 | 1 | 3 | 14:22 | 3  |
| 5. Армянская ССР       | 3:9  | 1:4  | 3:7 | 3:3 |     | 9:8  | 5 | 1 | 1 | 3 | 19:31 | 3  |
| 6. Таджикская ССР      | 1:13 | 1:15 | 2:7 | 3:6 | 8:9 |      | 5 | 0 | 0 | 5 | 15:50 | 0  |

25 июля
- Грузинская ССР — Литовская ССР — 9:3
- Туркменская ССР — Армянская ССР — 7:3
- Азербайджанская ССР — Таджикская ССР — 13:1

26 июля
- Армянская ССР — Таджикская ССР — 9:8
- Азербайджанская ССР — Грузинская ССР — 3:2
- Туркменская ССР — Литовская ССР — 3:2

27 июля
- Грузинская ССР — Туркменская ССР — 5:1
- Литовская ССР — Таджикская ССР — 6:3
- Азербайджанская ССР — Армянская ССР — 9:3

28 июля
- Азербайджанская ССР — Литовская ССР — 4:0
- Грузинская ССР — Армянская ССР — 4:1
- Туркменская ССР — Таджикская ССР — 7:2

29 июля
- Азербайджанская ССР — Туркменская ССР — 6:2
- Грузинская ССР — Таджикская ССР — 15:1
- Литовская ССР — Армянская ССР — 3:3

### Третья подгруппа
|                   | 1    | 2   | 3    | 4    | 5   | И | В | Н | П | М     | О |
| ----------------- | ---- | --- | ---- | ---- | --- | - | - | - | - | ----- | - |
| 1. Ленинград      |      | 5:4 | 4:6  | 15:3 | 9:5 | 4 | 3 | 0 | 1 | 33:18 | 6 |
| 2. Украинская ССР | 4:5  |     | 4:2  | 9:1  | 7:1 | 4 | 3 | 0 | 1 | 24:9  | 6 |
| 3. Казахская ССР  | 6:4  | 2:4 |      | 10:0 | 4:2 | 4 | 3 | 0 | 1 | 22:10 | 6 |
| 4. Киргизская ССР | 3:15 | 1:9 | 0:10 |      | 7:6 | 4 | 1 | 0 | 3 | 11:40 | 2 |
| 5. Эстонская ССР  | 5:9  | 1:7 | 2:4  | 6:7  |     | 4 | 0 | 0 | 4 | 14:27 | 0 |

25 июля
- Украинская ССР — Эстонская ССР — 7:1
- Казахская ССР — Ленинград — 6:4

26 июля
- Казахская ССР — Эстонская ССР — 4:2
- Украинская ССР — Киргизская ССР — 9:1

27 июля
- Казахская ССР — Киргизская ССР — 10:0
- Ленинград — Эстонская ССР — 9:5

28 июля
- Ленинград — Киргизская ССР — 15:3
- Украинская ССР — Казахская ССР — 4:2

29 июля
- Ленинград — Украинская ССР — 5:4
- Киргизская ССР — Эстонская ССР — 7:6

## Финальный этап
Результаты матчей между командами, встречавшимися друг с другом на предварительном этапе, были засчитаны на финальном этапе. В таблицах эти результаты показаны курсивом.
Как и на трёх предыдущих Спартакиадах, участниками главного финала стали сборные Москвы, Ленинграда, РСФСР, Азербайджана, Грузии и Украины, а победителем в четвёртый раз стали московские ватерполисты, не проигравшие ни одного матча.
Высшего достижения за всё время участия в Спартакиадах добилась сборная Туркменской ССР, занявшая 9-е место. Тренером команды на этом турнире был трёхкратный чемпион Спартакиад Вячеслав Куренной, а в её составе выступали опытные ватерполисты ЦВСК ВМФ Юрий Копейкин и Алексей Куцев.

### За 1—6-е места
|                        | 1   | 2   | 3   | 4   | 5   | 6   | И | В | Н | П | М     | О  |
| ---------------------- | --- | --- | --- | --- | --- | --- | - | - | - | - | ----- | -- |
| 1. Москва              |     | 4:1 | 4:3 | 6:4 | 4:0 | 5:1 | 5 | 5 | 0 | 0 | 23:9  | 10 |
| 2. Азербайджанская ССР | 1:4 |     | 3:2 | 5:5 | 2:2 | 4:2 | 5 | 2 | 2 | 1 | 15:15 | 6  |
| 3. Грузинская ССР      | 3:4 | 2:3 |     | 4:4 | 4:4 | 2:1 | 5 | 1 | 2 | 2 | 15:16 | 4  |
| 4. Ленинград           | 4:6 | 5:5 | 4:4 |     | 5:4 | 4:5 | 5 | 1 | 2 | 2 | 22:24 | 4  |
| 5. Украинская ССР      | 0:4 | 2:2 | 4:4 | 4:5 |     | 5:3 | 5 | 1 | 2 | 2 | 15:18 | 4  |
| 6. РСФСР               | 1:5 | 2:4 | 1:2 | 5:4 | 3:5 |     | 5 | 1 | 0 | 4 | 12:20 | 2  |

31 июля
- Украинская ССР — РСФСР — 5:3
- Ленинград — Азербайджанская ССР — 5:5
- Москва — Грузинская ССР — 4:3

1 августа
- Москва — Азербайджанская ССР — 4:1
- Украинская ССР — Грузинская ССР — 4:4
- РСФСР — Ленинград — 5:4

2 августа
- Грузинская ССР — Ленинград — 4:4
- Азербайджанская ССР — РСФСР — 4:2
- Москва — Украинская ССР — 4:0

3 августа
- Москва — Ленинград — 6:4
- Украинская ССР — Азербайджанская ССР — 2:2
- Грузинская ССР — РСФСР — 2:1

### За 7—12-е места
|                     | 7    | 8   | 9   | 10  | 11   | 12   | И | В | Н | П | М     | О  |
| ------------------- | ---- | --- | --- | --- | ---- | ---- | - | - | - | - | ----- | -- |
| 7. Казахская ССР    |      | 2:1 | 7:2 | 7:4 | 10:4 | 10:0 | 5 | 5 | 0 | 0 | 36:11 | 10 |
| 8. Узбекская ССР    | 1:2  |     | 1:0 | 6:5 | 4:0  | 3:3  | 5 | 3 | 1 | 0 | 15:10 | 7  |
| 9. Туркменская ССР  | 2:7  | 0:1 |     | 4:4 | 3:2  | 2:1  | 5 | 2 | 1 | 2 | 11:15 | 5  |
| 10. Белорусская ССР | 4:7  | 5:6 | 4:4 |     | 4:1  | 4:4  | 5 | 1 | 2 | 2 | 21:22 | 4  |
| 11. Литовская ССР   | 4:10 | 0:4 | 2:3 | 1:4 |      | 3:2  | 5 | 1 | 0 | 4 | 10:23 | 2  |
| 12. Киргизская ССР  | 0:10 | 3:3 | 1:2 | 4:4 | 2:3  |      | 5 | 0 | 2 | 3 | 10:22 | 2  |

31 июля
- Казахская ССР — Белорусская ССР — 7:4
- Узбекская ССР — Литовская ССР — 4:0
- Туркменская ССР — Киргизская ССР — 2:1

1 августа
- Литовская ССР — Киргизская ССР — 3:2
- Белорусская ССР — Туркменская ССР — 4:4
- Казахская ССР — Узбекская ССР — 2:1

2 августа
- Киргизская ССР — Белорусская ССР — 4:4
- Казахская ССР — Литовская ССР — 10:4
- Узбекская ССР — Туркменская ССР — 1:0

3 августа
- Узбекская ССР — Киргизская ССР — 3:3
- Белорусская ССР — Литовская ССР — 4:1
- Казахская ССР — Туркменская ССР — 7:2

### За 13—17-е места
|                    | 13   | 14   | 15   | 16   | 17  | И | В | Н | П | М     | О |
| ------------------ | ---- | ---- | ---- | ---- | --- | - | - | - | - | ----- | - |
| 13. Эстонская ССР  |      | 5:3  | 2:4  | 12:3 | 8:1 | 4 | 3 | 0 | 1 | 27:11 | 6 |
| 14. Армянская ССР  | 3:5  |      | 11:4 | 9:8  | 3:1 | 4 | 3 | 0 | 1 | 26:18 | 6 |
| 15. Молдавская ССР | 4:2  | 4:11 |      | 4:4  | 3:2 | 4 | 2 | 1 | 1 | 15:19 | 5 |
| 16. Таджикская ССР | 3:12 | 8:9  | 4:4  |      | 3:2 | 4 | 1 | 1 | 2 | 18:27 | 3 |
| 17. Латвийская ССР | 1:8  | 1:3  | 2:3  | 2:3  |     | 4 | 0 | 0 | 4 | 6:17  | 0 |

31 июля
- Армянская ССР — Латвийская ССР — 3:1
- Молдавская ССР — Эстонская ССР — 4:2

1 августа
- Эстонская ССР — Армянская ССР — 5:3
- Таджикская ССР — Латвийская ССР — 3:2

2 августа
- Армянская ССР — Молдавская ССР — 11:4
- Эстонская ССР — Таджикская ССР — 12:3

3 августа
- Таджикская ССР — Молдавская ССР — 4:4
- Эстонская ССР — Латвийская ССР — 8:1

## Чемпионы
Москва: Анатолий Акимов, Олег Бовин, Борис Гришин, Вадим Гуляев, Александр Долгушин, Игорь Зингер, Леонид Осипов, Владимир Семёнов, Вячеслав Скок, Евгений Троицкий, Александр Шидловский. Тренер — Борис Гойхман.